# Anna Wallin (journalist)
Anna Wallin, född 1862 i Linköping, död 30 augusti 1922 i Vadstena, var en svensk journalist. Hon tillhörde de första kvinnliga journalisterna i Sverige. 
Anna Wallin utbildades i flickskola i Linköping och anställdes på Aftonbladet i Stockholm år 1884, samtidigt som Maria Cederschiöld. Det var under just 1880-talet som pionjärgenerationen av svenska kvinnliga journalister anställdes och Wallin tillhörde de första av dessa: med undantag av Wendela Hebbe och Marie Sophie Schwartz, finns inga kvinnor registrerade som anställda i någon nyhetstidning i Stockholm före Cederschiöld och Wallin. Mellan 1884 och 1896 anställdes dock kvinnor vid sex av alla sju stora tidningar i Stockholm. 
Anna Wallin arbetade som redigerande journalist, skrev notiser och hade en egen spalt där hon refererade nyukomna tidskriftsnummer. Hon arbetade på Aftonbladet i 30 år, gick i pension 1914 och bosatte sig i Vadstena.   
1901 blev hon tillsammans med Anna-Lisa Eriksson och Vera von Kraemer den första kvinnan i Svenska Journalistförbundet.